# Święci skauci

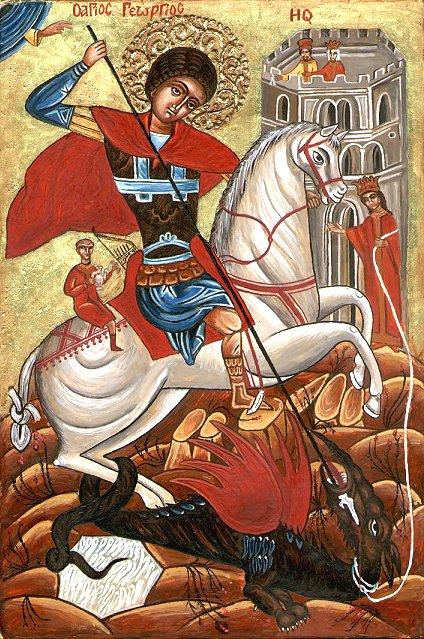
św. Jerzy – patron ruchu skautowego

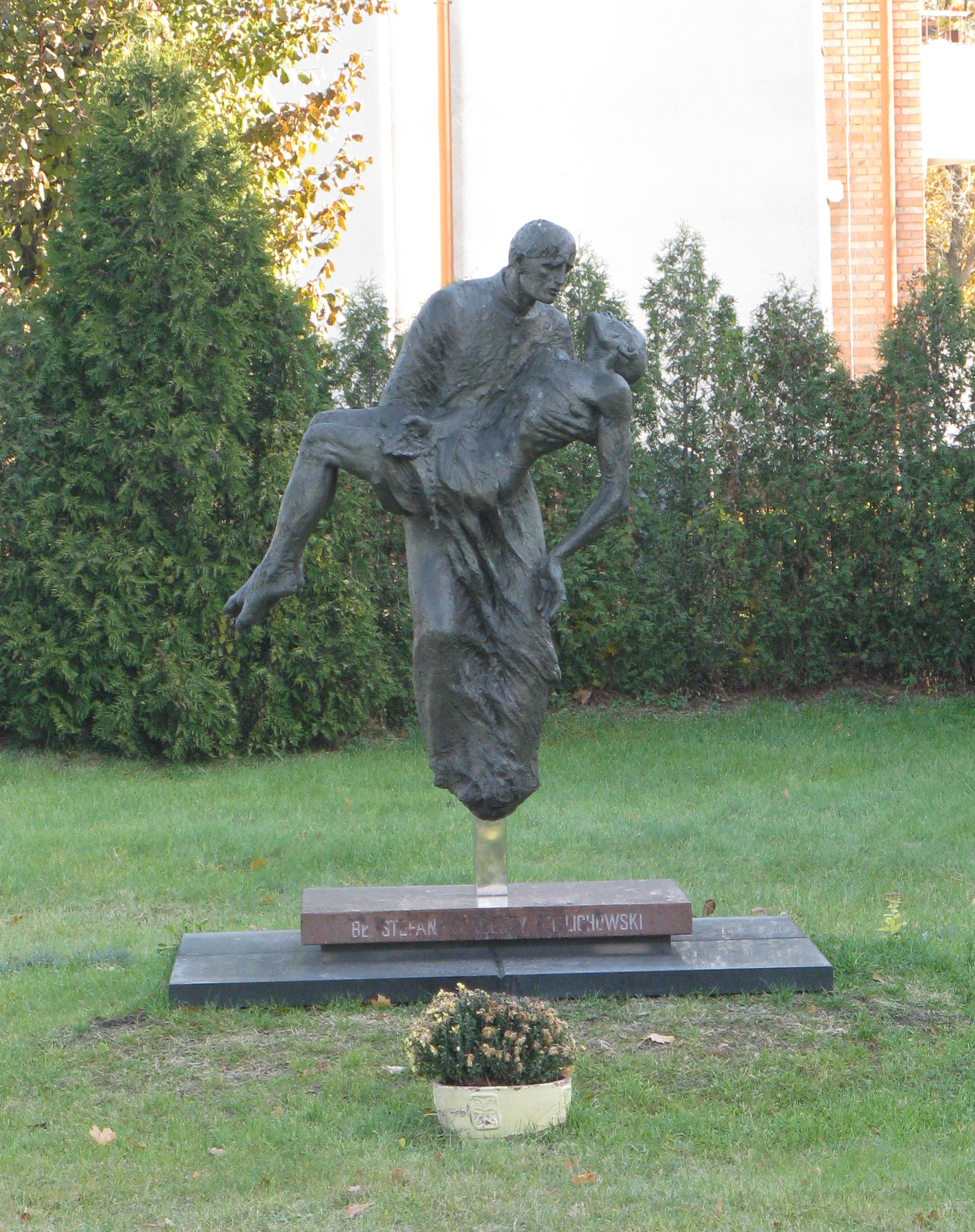
Pomnik Stefana Wincentego Frelichowskiego w Toruniu – patrona harcerzy polskich

Święci skauci – stosowane przez katolickich, prawosławnych skautów i niektórych innych chrześcijan określenie osoby w sposób wybitny realizującej określone, specyficzne dla skautingu wartości. Święci pełnią funkcję wzorca osobowego i są otaczani kultem. Najczęściej osoby, które były skautami lub przyczyniły się propagowania tego ruchu.

## Święci i błogosławieni Kościoła katolickiego
- św. Jerzy – patron ruchu skautowego
- św. Joanna d’Arc – patronka skautek i przewodniczek
- św. Franciszek z Asyżu – patron zuchów i wilczków
- bł. ks. Stefan Wincenty Frelichowski – patron harcerstwa polskiego
- bł. Luigi I Maria Beltrame Quattrocchi
- bł. Marceli Callo
- bł. Piotr Jerzy Frassati
- bł. ks. Marian Górecki
- bł. ks. Bronisław Komorowski
- sł. Boży Jakub Sevin
- sł. Boży Tadeusz Burzyński
- sł. Boża Madeleine Delbrêl
- sł. Boży ks. Jan Macha

Wśród oczekujących na proces beatyfikacyjny znajdują się m.in. Joanna Skwarczyńska, ks. Ignacy Skorupka, o. Stefan Miecznikowski, Guy de Larigaudie i Istvan Kaszap.

## Święci Kościoła prawosławnego
- św. Jerzy Zwycięzca – patron ruchu skautowego
- św. Bazyli Biskup
- św. Jan z Szanghaju i San Francisco
- św. Elżbieta Romanowa
- św. Aleksy Romanow